# 20 Rue du Merle (Cluny)

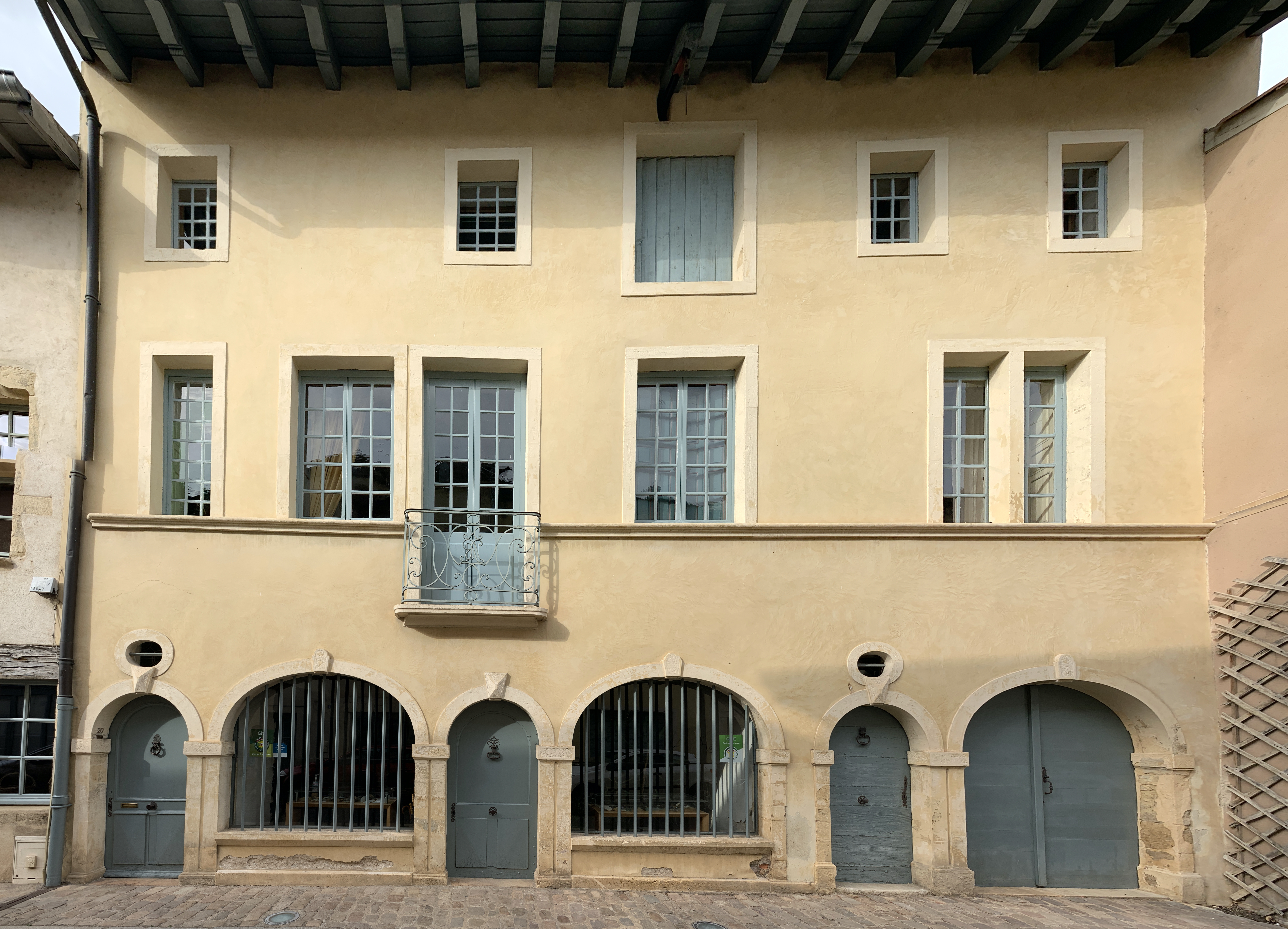
20 rue Merle in Cluny (2020)

Der rechteckige Saalgeschossbau mit der Adresse 20 Rue du Merle in Cluny ist ein mittelalterliches Stadthaus in der französischen Gemeinde Cluny. Der romanische Kernbau ist das bisher älteste präzise datierbare mittelalterliche Stadthaus Frankreichs. Die Bauzeit lässt sich aufgrund dendrochronologischer Untersuchungen mit 1090/91 angeben. Die heutige Erscheinungsform der Renaissancefassade geht auf einen Umbau 1595/96 zurück. Das Gebäude ist nicht als Monument historique klassifiziert oder eingeschrieben.

## Architektur

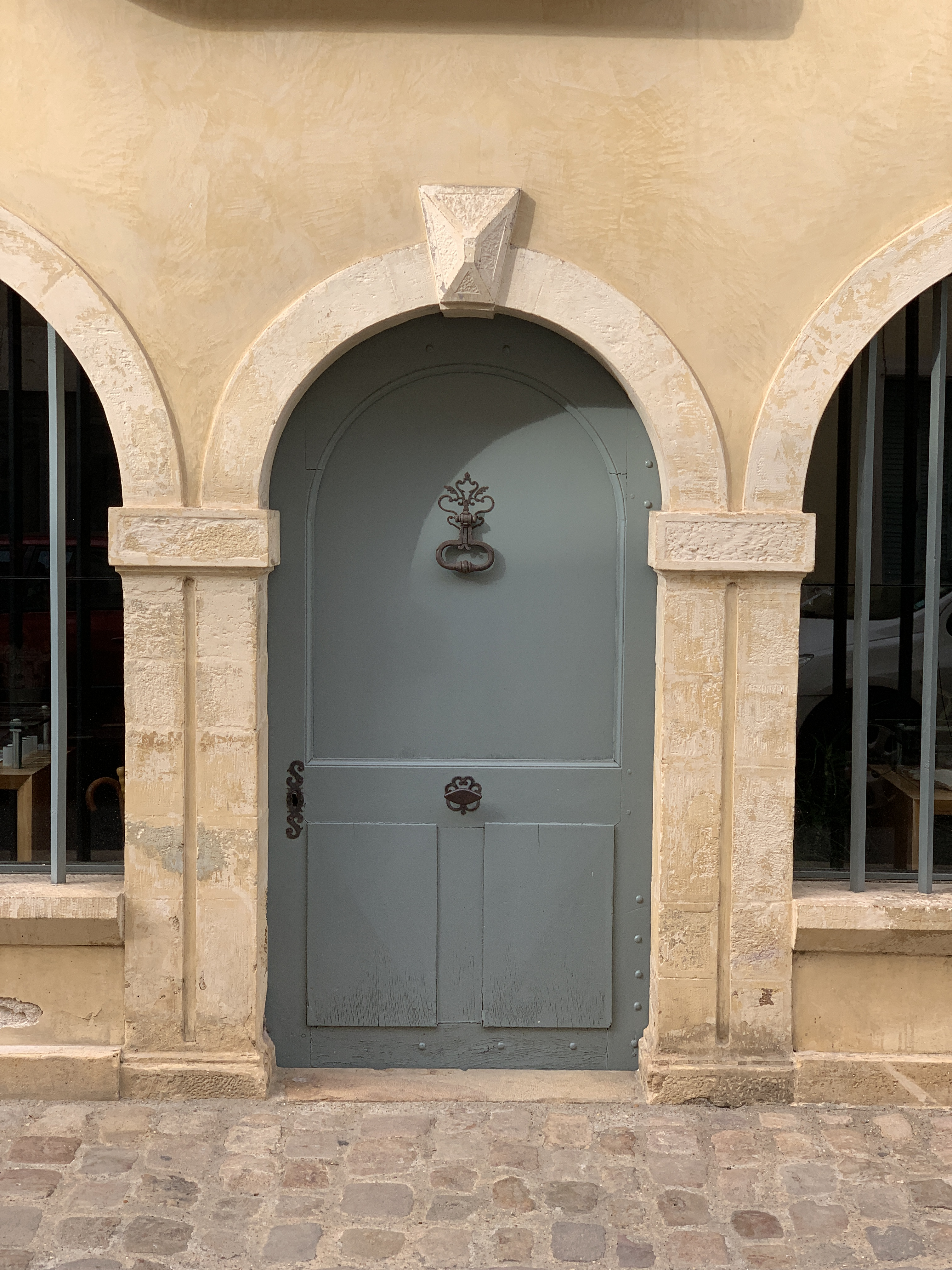
Eingang mit Rundpforte (2020)

### Romanischer Kernbau
Dem Haus vorgelagert war bei seiner Erbauungszeit straßenseitig ein Vorhof und stand giebelständig zu diesem. Die Fassade besaß mittig einen großen Rungbogen im Erdgeschoss. Die ehemalige Außenwand des Obergeschosses ist größtenteils verloren. Ihre Erscheinung kann nur vermutet werden. Aus Steinfunden im Garten und Terrasse des Hauses können etwa einen Meter breite Sturzwölbungen, vermutlich eines Biforiums, rekonstruiert werden.

### Renaissancefassade
Die traufständige Renaissancefassade besteht aus wechselnden Rundbogenpforten und korbbogigen Ladenarkaden. Die Rechteckfenster des Obergeschosses sind unregelmäßig verteilt und stehen auf einem durchlaufenden Brüstungsgesims.

## Geschichte
Das Haus wurde 1090/91 gebaut. Es sind keine Vorgängerbauten nachgewiesen. Bereits im 12.–13. Jahrhundert wurde das Haus straßenseitig vergrößert. Im 13.–15. Jahrhundert wurde das Haus erneut mehrfach erweitert. Die straßenseitige Fassade des 13. Jahrhunderts wurde im 15. Jahrhundert abgebrochen und ersetzt. Diese Fassade wurde abermals 1595/96 vollständig durch die bis heute erhaltene Renaissancefassade ersetzt.